# Беттіна Устровскі
Беттіна Устровскі (нім. Bettina Ustrowski, 27 липня 1976) — німецька плавчиня.
Бронзова медалістка Олімпійських Ігор 1992 року в естафеті 4x100 метрів комплексом.